# Mission: Impossible – Dead Reckoning Part One
Mission: Impossible – Dead Reckoning Part One is een Amerikaanse actie-spionagefilm uit 2023, met in de hoofdrol Tom Cruise, die zijn rol als Ethan Hunt opnieuw vertolkt, en geschreven en geregisseerd door Christopher McQuarrie. Het is de zevende film in de Mission: Impossible-reeks en de derde film in de serie geregisseerd door McQuarrie, na Rogue Nation en Fallout. 
Er zijn rollen voor Cruise, Ving Rhames, Henry Czerny, Simon Pegg, Rebecca Ferguson, Vanessa Kirby en Frederick Schmidt, die allemaal hun rollen uit de vorige films hernamen, samen met Hayley Atwell, Esai Morales, Pom Klementieff, Cary Elwes, Shea Whigham, Greg Tarzan Davis, Charles Parnell, Rob Delaney, Indira Varma, Mark Gatiss en Mariela Garriga, die zich bij de franchise voegden.

## Rolverdeling
| Acteur of actrice | Personage                                         | Omschrijving |
| ----------------- | ------------------------------------------------- | --- |
| Tom Cruise        | Ethan Hunt                                        | Een IMF-agent en leider van een team van agenten. |
| Hayley Atwell     | Grace                                             | Een dief en Ethans nieuwe bondgenoot. McQuarrie beschreef het personage van Atwell als een 'vernietigende kracht van de natuur', terwijl Atwell uitlegde dat de loyaliteit van haar personage 'enigszins dubbelzinnig' is en zei: 'Ik leef sinds oktober in een existentiële crisis en vraag me af 'wie ben ik? wie ben ik?' Een acteur op zoek naar een personage..." |
| Ving Rhames       | Luther Stickell                                   | Een IMF-agent, een lid van Hunts team en zijn beste vriend. |
| Simon Pegg        | Benji Dunn                                        | Een technische veldagent van het IMF en een lid van het team van Hunt. |
| Rebecca Ferguson  | Ilsa Faust                                        | Een voormalig MI6-agent die samenwerkte met het team van Hunt tijdens Rogue Nation en Fallout. |
| Vanessa Kirby     | Alanna Mitsopolis / White Widow                   | Een wapenhandelaar op de zwarte markt, ook wel bekend als de White Widow. Dochter van "Max" uit de eerste film. |
| Esai Morales      | Gabriel                                           | Een krachtige terrorist en Ethans tegenstander die de Entity, een almachtig AI-systeem, wil gebruiken om de wereld te regeren. Hij was een vriend en bondgenoot van Ethan voordat deze een IMF-agent werd. |
| Henry Czerny      | Eugene Kittridge                                  | De voormalige directeur van het IMF voor het laatst gezien in de eerste Mission: Impossible. |
| Pom Klementieff   | Paris                                             | Een Franse huurmoordenaar die de taak heeft om op Ethan en Grace te jagen voor haar baas Gabriel. |
| Cary Elwes        | Denlinger                                         | De directeur van de Nationale Inlichtingendiensten. Lid van groep leiders van verschillende inlichtingendiensten genaamd "The Community". |
| Shea Whigham      | Jasper Briggs                                     | Een agent voor een groep leiders van verschillende inlichtingendiensten genaamd "The Community". |
| Frederick Schmidt | Zola Mitsopolis                                   | Alanna's broer. |
| Greg Tarzan Davis | Degas                                             | Jasper Briggs' partner. |
| Charles Parnell   | Directeur van de National Reconnaissance Office   | Lid van groep leiders van verschillende inlichtingendiensten genaamd "The Community". |
| Mark Gatiss       | Directeur van de National Security Agency         | Lid van groep leiders van verschillende inlichtingendiensten genaamd "The Community". |
| Indira Varma      | Directeur van de Defense Intelligence Agency      | Lid van groep leiders van verschillende inlichtingendiensten genaamd "The Community". |
| Rob Delaney       | Directeur van de Joint Special Operations Command | Lid van groep leiders van verschillende inlichtingendiensten genaamd "The Community". |
| Mariela Garriga   | Marie                                             | Een oude vriend en bondgenoot van Ethan, die werd vermoord door Gabriel. |
| Marcin Dorociński | Kapitein                                          | De kapitein van de onderzeeër waar de Entity zich bevindt. |

## Geschiedenis

### Aankondiging en casting
Op 14 januari 2019 kondigde Cruise aanvankelijk aan dat de zevende en achtste Mission: Impossible-films back-to-back zouden worden opgenomen met McQuarrie die beide films schreef en regisseerde voor de releases van 23 juli 2021 en 5 augustus 2022. In februari 2021 onthulde Deadline Hollywood echter dat Paramount had besloten niet langer verder te gaan met dat plan.
In februari 2019 bevestigde Ferguson haar terugkeer voor de zevende aflevering. In september 2019 kondigde McQuarrie op zijn Instagram-profiel aan dat Hayley Atwell zich bij de cast had gevoegd. In september 2019 voegde Pom Klementieff zich bij de cast voor zowel de zevende als de achtste film. In december 2019 bevestigde Simon Pegg zijn terugkeer voor de film, en Shea Whigham werd gecast voor beide films. Nicholas Hoult werd in januari 2020 in een rol gecast, samen met de toevoeging van Henry Czerny, die voor het eerst sinds de film uit 1996 zijn rol als Eugene Kittridge herhaalde. Vanessa Kirby kondigde ook aan dat ze terug zou komen voor beide films. In mei 2020 werd gemeld dat Esai Morales Hoult zou vervangen als de slechterik in beide films vanwege planningsconflicten. In maart 2021 onthulde McQuarrie op zijn Instagram dat Rob Delaney, Charles Parnell, Indira Varma, Mark Gatiss en Cary Elwes zich bij de cast hadden gevoegd. Diezelfde dag werd bevestigd dat acteur Greg Tarzan Davis zich bij de cast had gevoegd.

### Opnamen en COVID-19
Onder de werktitel Weegschaal was gepland om te beginnen met filmen op 20 februari 2020 in Venetië voor drie weken alvorens half maart naar Rome te verhuizen voor 40 dagen,  maar vanwege de COVID-19-pandemie in Italië werd de productie in het land stopgezet. Drie weken later begonnen de stuntrepetities in Surrey, Engeland, net voor een onderbreking. Op 6 juli 2020, na een nieuwe onderbreking, kreeg de bemanning die aankwam in het VK toestemming om te beginnen met filmen zonder de verplichte 14-daagse quarantaine te doorlopen. De set bevindt zich in Warner Bros Studios, Leavesden in Hertfordshire.
De volgende maand werd soortgelijke toestemming verleend voor het filmen in Møre og Romsdal, Noorwegen. Diezelfde maand brak er een grote brand uit op een motorstunttuig in Oxfordshire. De voorbereiding van de scène had zes weken gekost en was "een van de duurste die ooit in het VK is gefilmd". Niemand raakte gewond bij het incident.
Het filmen begon op 6 september 2020 toen McQuarrie begon met het publiceren van foto's van de sets op zijn Instagram-profiel. In oktober 2020 filmde Cruise een actiescène met Esai Morales bovenop een trein in Noorwegen. Op 26 oktober 2020 werd de productie in Italië stopgezet nadat 12 mensen positief testten op COVID-19 op de set. Filmen werd een week later hervat. 
In december 2020, tijdens het filmen in Londen, werd online een audio-opname vrijgegeven van Cruise die tegen twee productieploegleden schreeuwde omdat ze COVID-19-protocollen op de set hadden overtreden. Als resultaat werd Cruise vergeleken met zijn personage Les Grossman uit de film Tropic Thunder uit 2008. De reactie van het grote publiek, en van veel beroemdheden, was positief; aangevend dat zijn toon en ernst gerechtvaardigd waren gezien de extreme omstandigheden om ervoor te zorgen dat de productie niet opnieuw zou worden stopgezet.
Op 28 december 2020 berichtte Variety dat de film de belangrijkste fotografie in Longcross Film Studios in het Verenigd Koninkrijk zou afronden met een verschuiving van de productie van Warner Bros. Studios, Leavesden. Longcross, dat zich in Surrey in Zuidoost-Engeland bevindt, valt binnen Tier 4, hoewel producties onder strikte COVID-19-protocollen mochten doorgaan. In februari 2021 eindigde het filmen in het Midden-Oosten en keerde de crew terug naar Londen voor de "finishing touch". Op 20 april 2021 begonnen de opnamen in het kleine Engelse dorpje Levisham aan de plaatselijke, oude Moors Railway. De opnamen zouden naar verwachting plaatsvinden tussen april en juni 2021, in het Peak District National Park in Stoney Middleton, op een aangelegde set in een niet meer gebruikte steengroeve, met een spoorlijn en een deel van een brug over de rand van de klif.

### Release
Mission: Impossible - Dead Reckoning Part One had zijn wereldpremière op 19 juni 2023 bij de Spaanse Trappen in Rome. De première was oorspronkelijk gepland voor juli 2021, maar werd meermaals uitgesteld vanwege de COVID-19-pandemie, aanvankelijk tot november 2021, toen mei 2022, toen september 2022 en uiteindelijk tot juli 2023.

## Muziek
Begin mei 2020 werd bevestigd dat de componist Lorne Balfe terugkeerde om de score te componeren voor de zevende en achtste Mission: Impossible-films, nadat hij de zesde ook had gedaan.

## Prijzen en nominaties
De belangrijkste:
| Jaar | Prijs                       | Categorie                              | Genomineerde(n)                                            | Uitslag     |
| ---- | --------------------------- | -------------------------------------- | ---------------------------------------------------------- | ----------- |
| 2024 | British Academy Film Awards | Beste geluid                           | Chris Burdon, James H. Mather, Chris Munro en Mark Taylor  | Genomineerd |
| 2024 | British Academy Film Awards | Beste visuele effecten                 | Neil Corbould, Simone Coco, Jeff Sutherland en Alex Wuttke | Genomineerd |
| 2024 | Golden Globes               | "Cinematic and Box Office Achievement" | "Cinematic and Box Office Achievement"                     | Genomineerd |
| 2024 | Critics Choice Awards       | Beste visuele effecten                 | Neil Corbould, Simone Coco, Jeff Sutherland en Alex Wuttke | Genomineerd |
| 2024 | Satellite Awards            | Beste cinematografie                   | Fraser Taggart                                             | Genomineerd |
| 2024 | Satellite Awards            | Beste visuele effecten                 | Neil Corbould, Simone Coco, Jeff Sutherland en Alex Wuttke | Gewonnen    |